# 穗輝工廠大廈

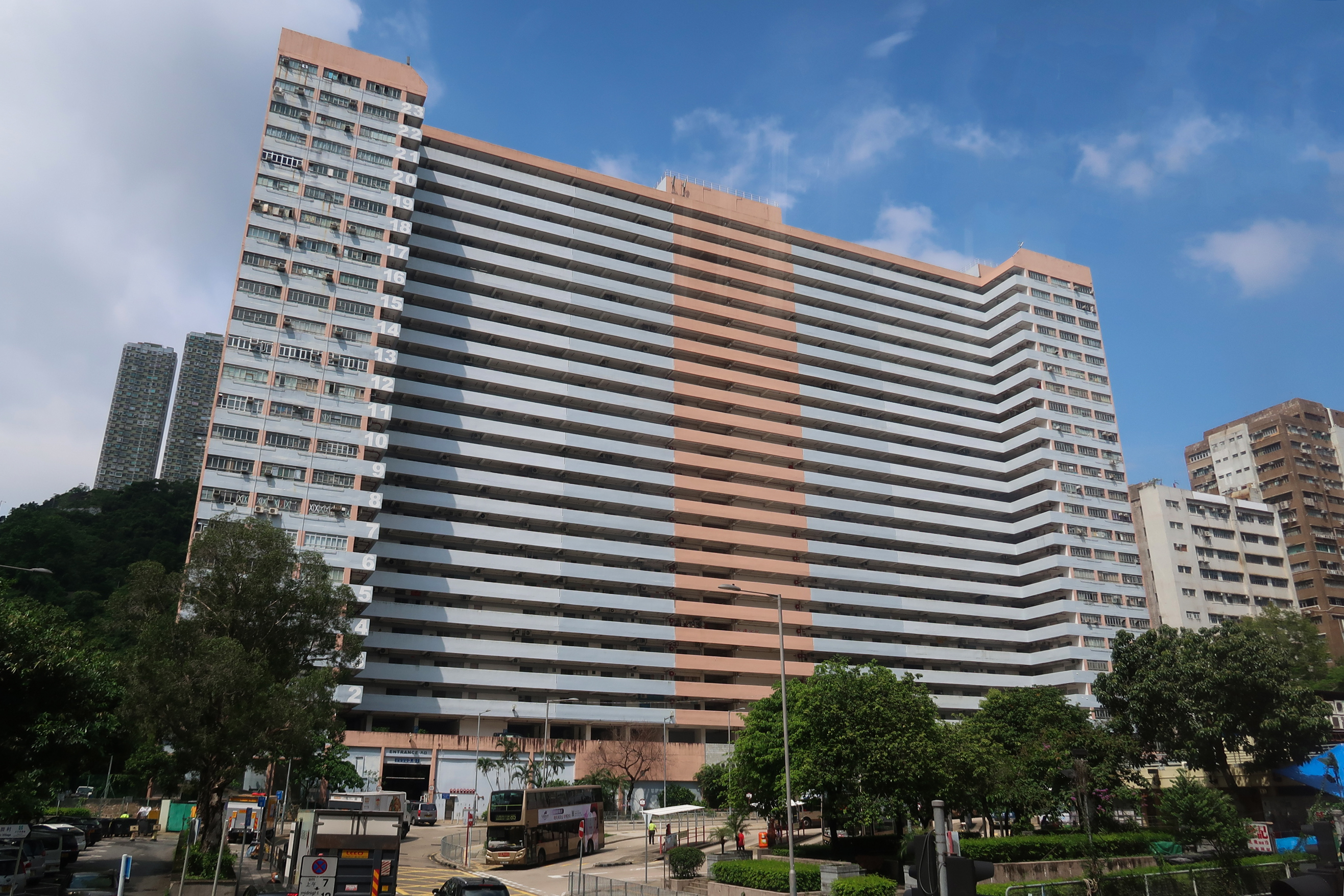
穗輝工廠大廈（2021年）

穗輝工廠大廈（英語：Sui Fai Factory Estate），是位於香港新界沙田區火炭的一座工廠大廈，門牌號碼山尾街5-13號（山尾街巴士總站對面），鄰近港鐵火炭站及旭禾苑，由香港房屋委員會在1982年9月興建而成，並於2023年起開始拆卸重建。穗輝廠廈拆卸前，是新界東唯一政府廠廈，共有24層高，提供1,596個單位，出租面積近四萬平方公尺，其建設之目的是為區內廠戶提供小型工廠單位，並接收部分同區受清拆白石村影響的工廠。

## 簡介

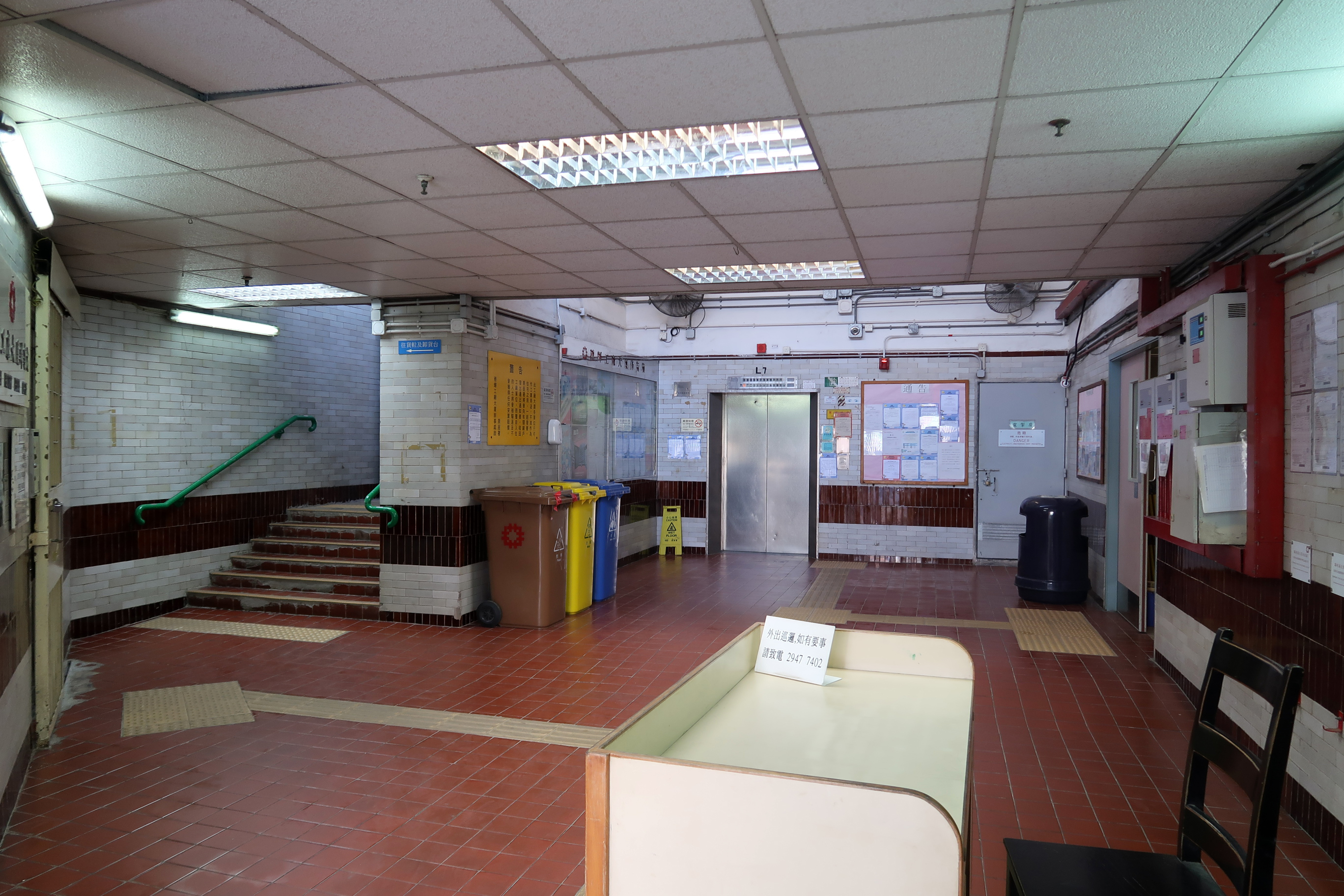
穗輝工廠大廈入口大堂

穗輝工廠大廈是一座設有升降機的新型分層工廠大廈，跟山上同由房委會發展的居屋穗禾苑同以「穗」字起名，鄰近港鐵火炭站及旭禾苑，與區內主要道路火炭路橫向並行，目前由房委會委託物業管理公司代為管理。樓宇設計是「I」型，樓高24層，提供1,596個面積為25平方公尺之單位，升降機分別設於大廈中央及兩端附翼，而廁所則同時在兩端附翼的升降機大堂旁邊，大廈辦事處設於地下。穗輝廠廈採用近似葵涌葵安工廠大廈的設計，出租面積39,729平方公尺，無論是外觀和規模，都跟同年落成的葵涌晉昇工廠大廈及屯門開泰工廠大廈差不多。
穗輝廠廈於1982年9月由房委會建成，建設之目的是為區內廠戶提供小型工廠單位，以彌補私營廠廈小型單位之不足，當時火炭工業區的發展還在起始階段。房委會在廠廈落成之後翌年起，以競投租金方式出租，月租底價為每平方公尺27至32.4港元，廠戶亦可以租用以五個為一組的單位，換言之他們最多可租用面積達125平方公尺。由於房委會沒有再在新界東其他區域如大埔及北區興建政府廠廈，因此穗輝廠廈曾是唯一新界東政府廠廈。穗輝廠廈位處工業區邊緣，附近有小型商場如沙田商業中心，而在正前方山尾街巴士總站位置亦有熟食市場。

## 現況
雖然香港經濟近年已不再由工業來主導，但房委會廠廈仍然幾乎達至全面出租，大部份廠戶從事製造或修理。近年來有不少從事藝術行業的人士，因為區內單位租金變得便宜的緣故，來到火炭工貿區租賃單位作工作室，其中有藝術家在穗輝工廠大廈設立工作室，而他們亦有參與每年的「火炭藝術工作室」開放日活動。這個活動在2021年獲中洲控股贊助大型廣告，中洲在火炭站旁邊建設的私人屋苑星凱·堤岸，就是位於穗輝廠廈的斜對面。

## 拆卸重建

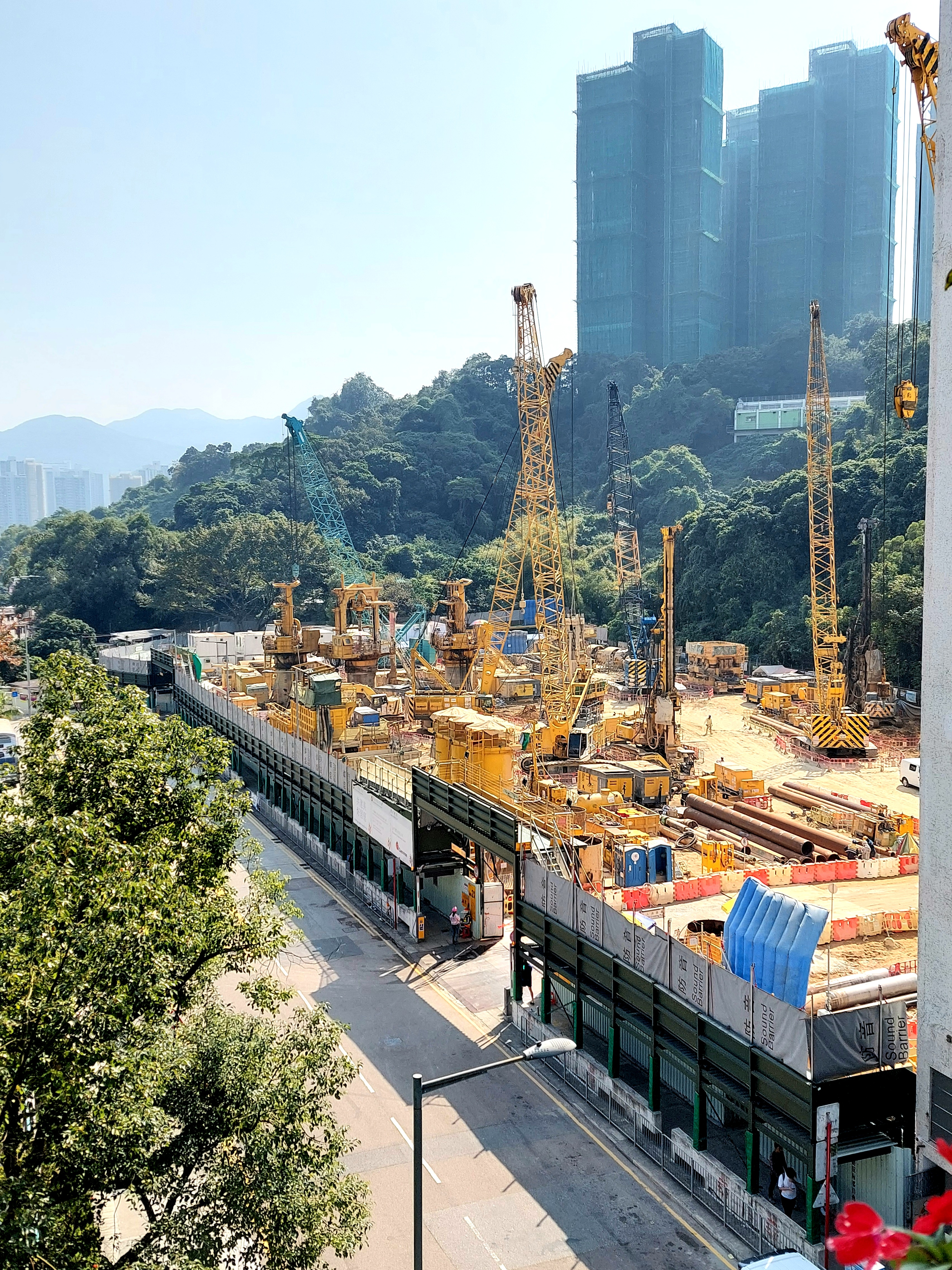
穗輝工廠大廈拆卸後重建為公屋，正進行地基工程（2025年1月）

行政長官林鄭月娥透過《2019年施政報告》及建議房委會將旗下個別廠廈重建作公屋，房委會因此計劃重建這些廠廈。《2020年施政報告》亦提到房委會的初步研究將其中三座廠廈重建為公營房屋，但沒有具體指明是哪三座。傳媒表示，穗輝廠廈位於火炭工業區邊緣，而且陸續有駿洋邨、旭禾苑、彩禾苑等樓宇發展，該地至少可以重建為兩座公營房屋樓宇。可是亦有傳媒引述地產代理表示，火炭工業活動尤其是包裝、冷凍、五金及食品加工等仍然活躍，區內廠廈單位使用率高，進出火炭的車輛也很多，若興建更多房屋，會有機會導致區內交通嚴重擠塞。
至2021年5月24日，房委會正式公佈拆卸葵安、業安、宏昌及穗輝工廠大廈的計劃，並給予所有租戶為期一年半的通知期，工程已於2023年1月起開始。
到同年8月，房委會向沙田區議會提交文件，大廈將重建成兩幢樓高40多層的公營房屋，總樓面約64萬方呎，合共提供1360伙單位，料可容納3,700人。平台會提供休憩設施及兒童遊樂場等，其中一座大廈低層設社會福利設施，預計2031年落成。

### 拆卸工程圖集

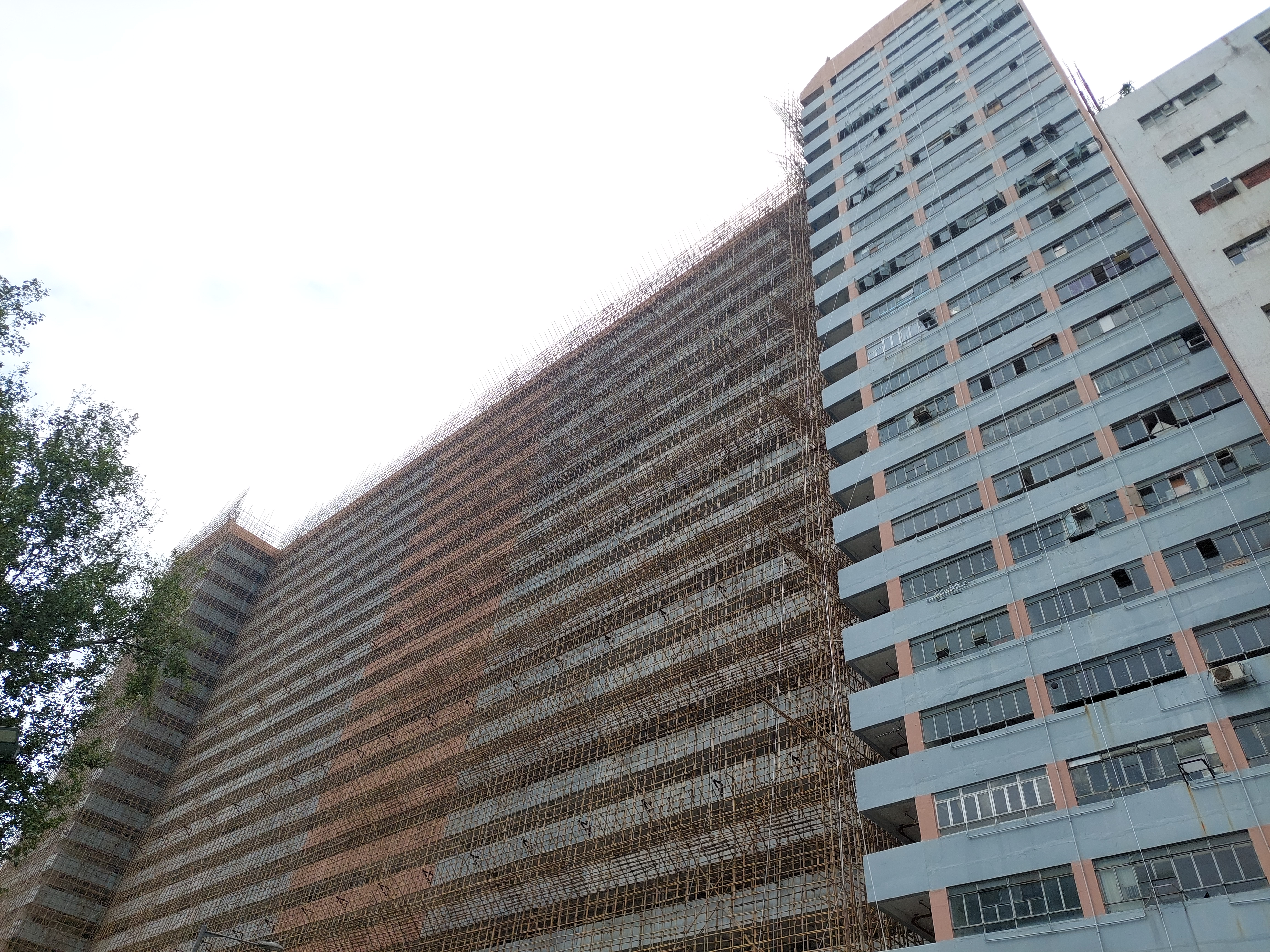
正在搭棚，2023年9月
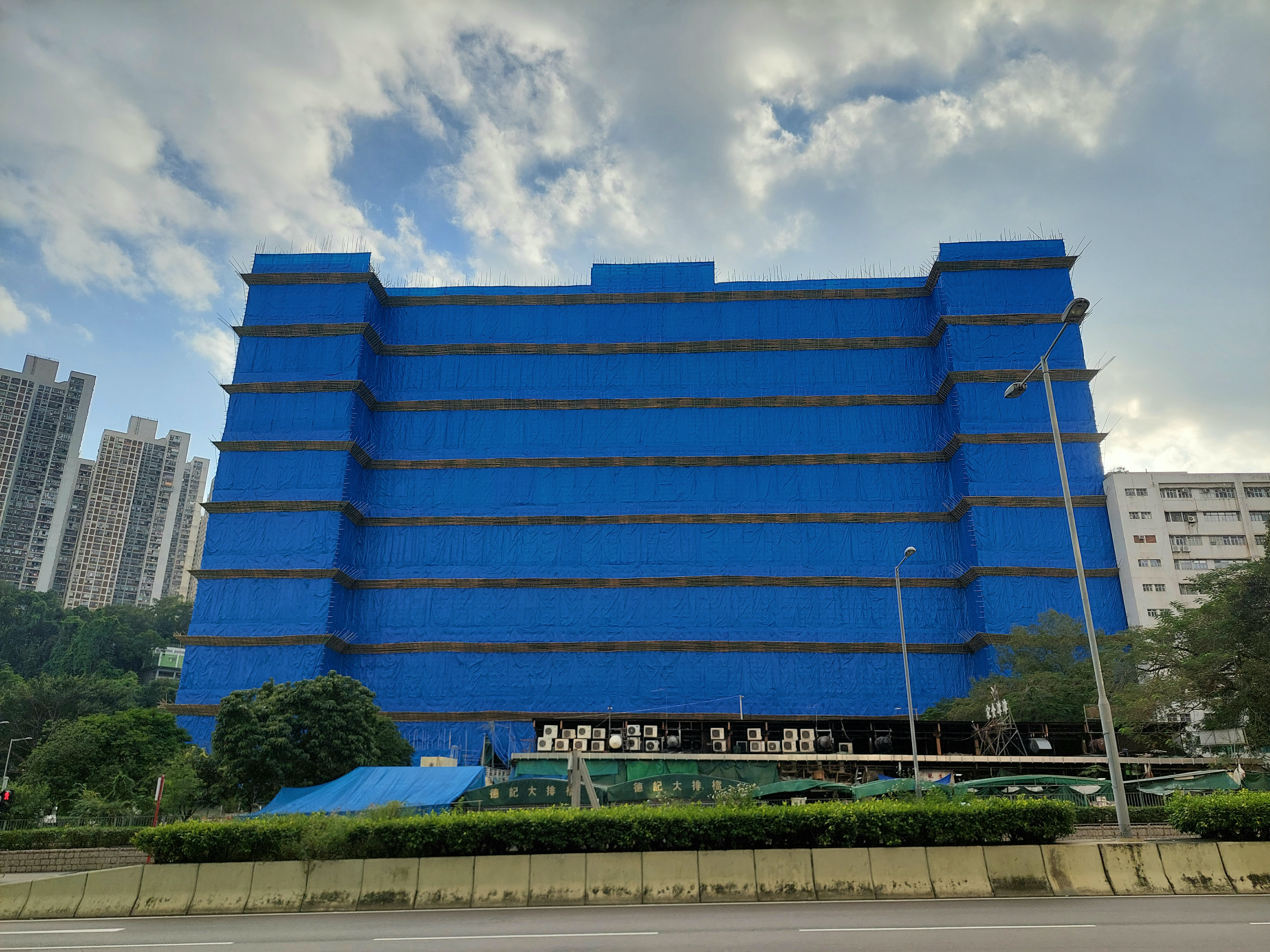
開始拆卸，2023年11月
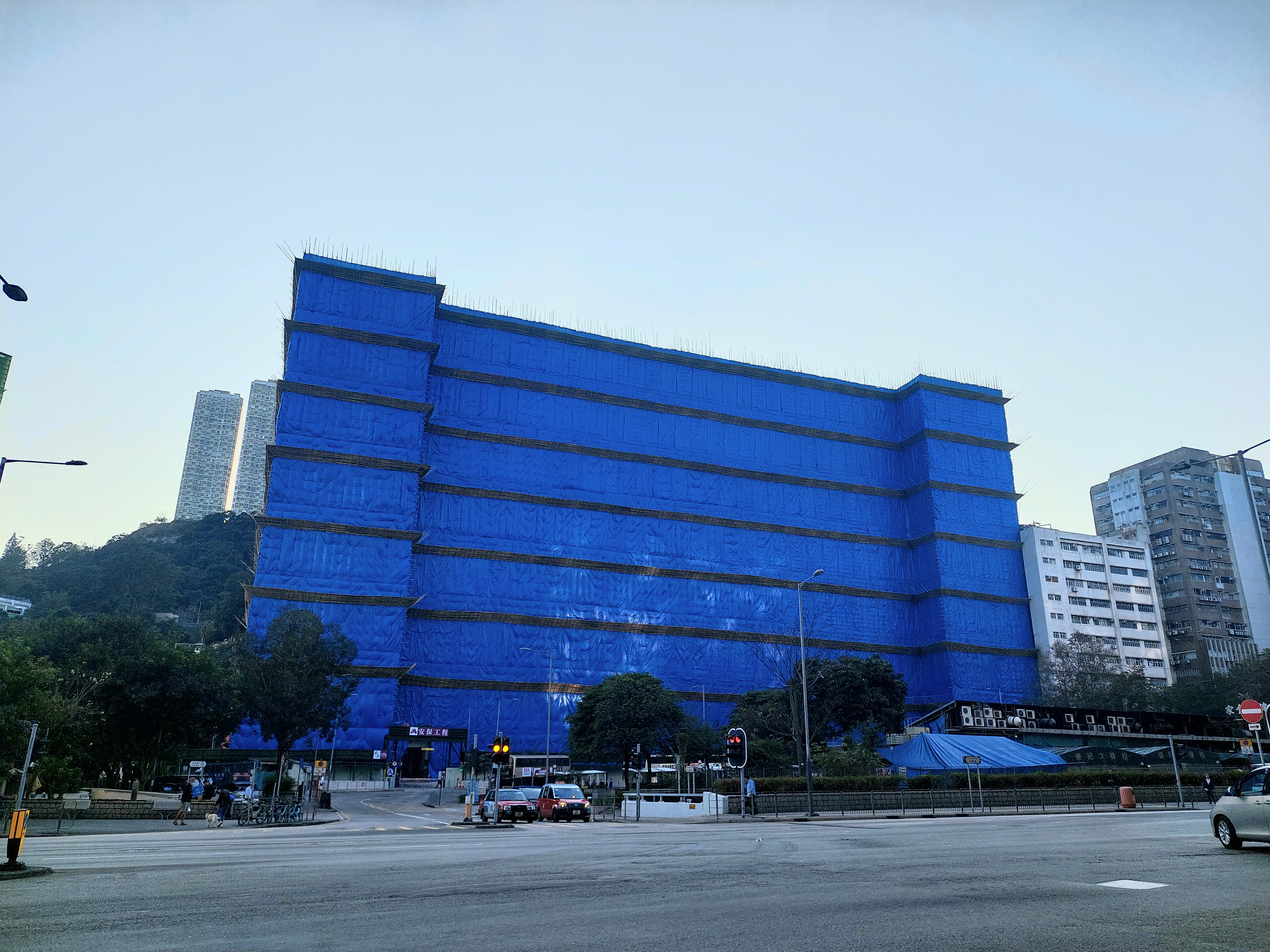
2024年1月
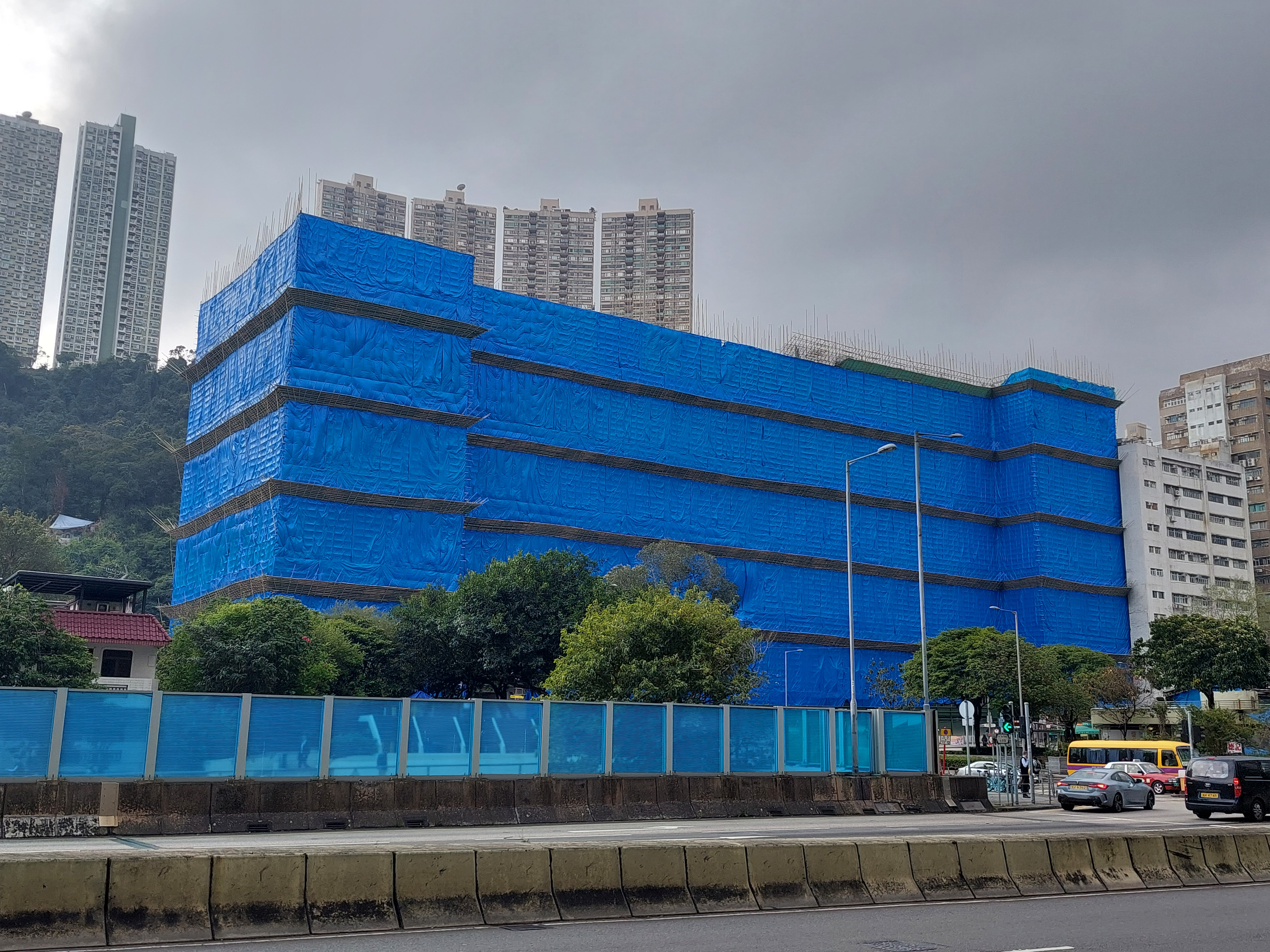
2024年3月
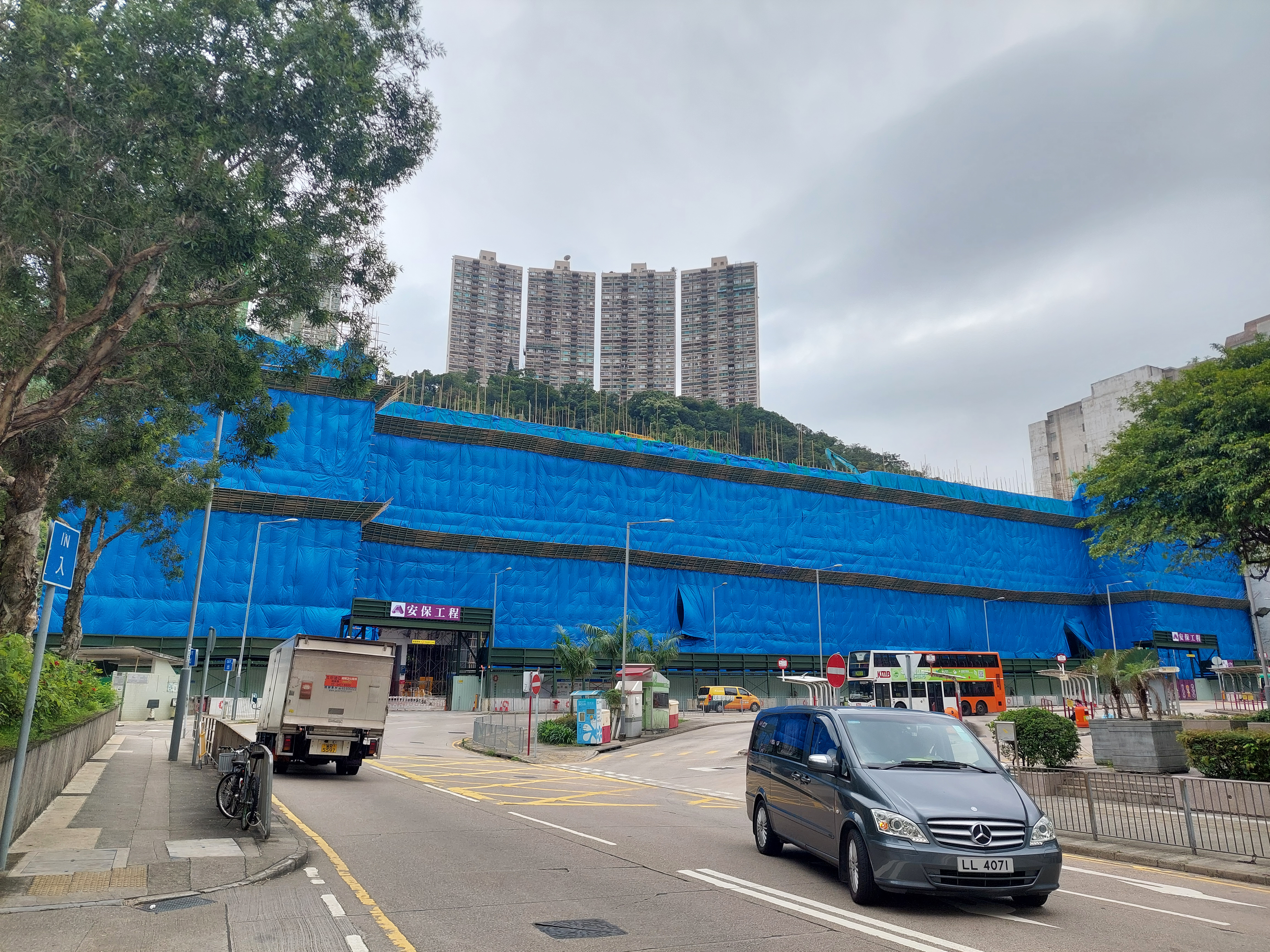
2024年5月
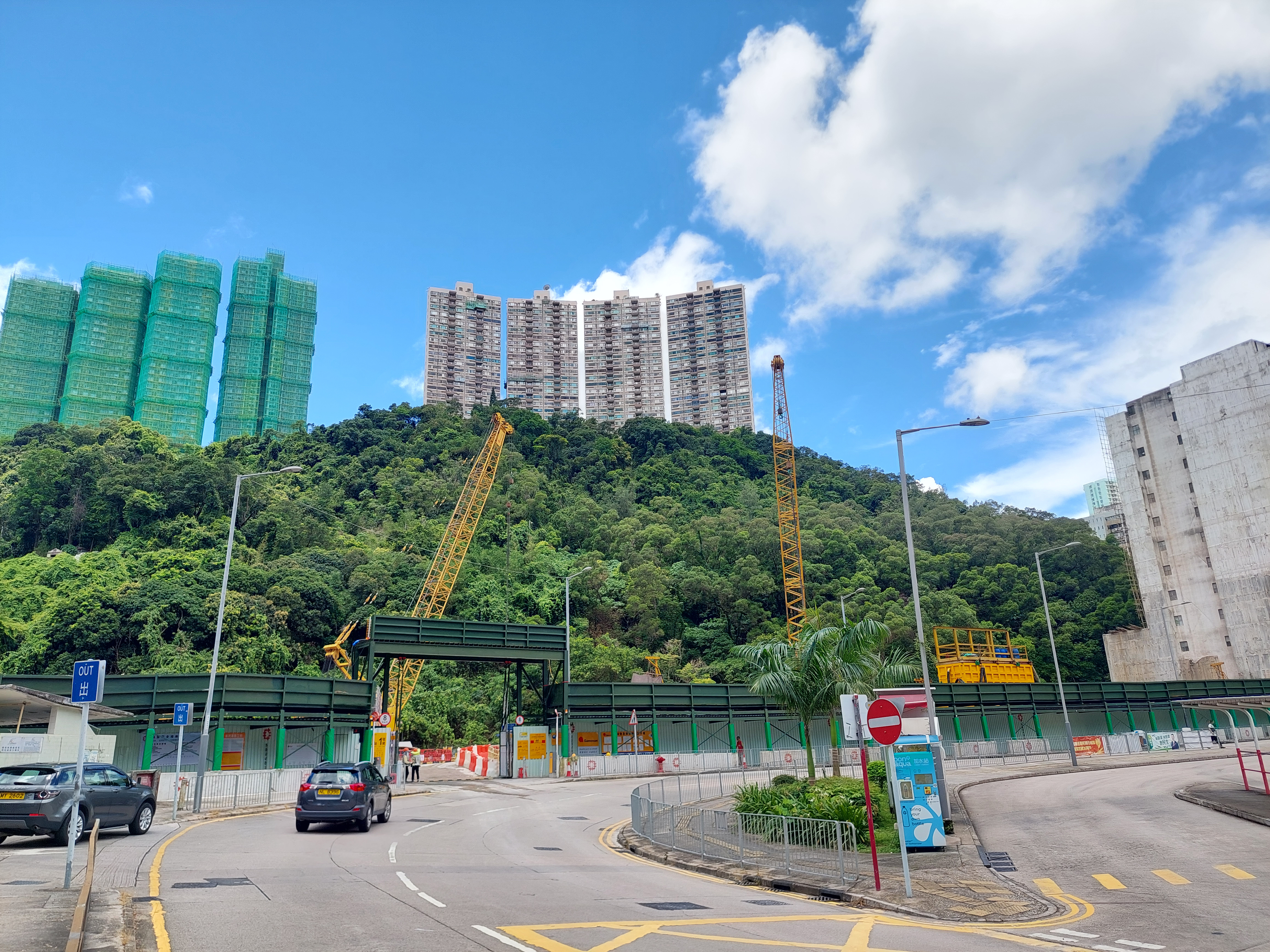
完成拆卸，2024年7月

## 交通
港鐵
- █  東鐵綫：火炭站（B出口）

## 外部連結
- 工廠大廈（页面存档备份，存于），香港房屋委員會
- 房署工廠（十七）—穗輝工廠大廈 （页面存档备份，存于），公共屋邨圖片集